# Financiación pública
La financiación pública es una forma de financiación externa donde los medios económicos provienen de una institución o un organismo público del Estado. Suele ser la forma más común de obtener recursos por parte de las empresas públicas, aunque también pueden aspirar a conseguir este tipo de financiación, de forma parcial o total, organizaciones o empresas privadas.